# Stealth (film)
Stealth is een Amerikaanse actiefilm uit 2005 van regisseur Rob Cohen en met Josh Lucas, Jessica Biel en Jamie Foxx in de hoofdrollen.
De film speelt zich af in de nabije toekomst en volgt drie testpiloten met een nieuw type stealthgevechtsvliegtuig — waarvan de titel — als een vierde onbemand toestel aan hun smaldeel wordt toegevoegd. De scènes op zee werden grotendeels opgenomen op de USS Abraham Lincoln. Landscènes werden opgenomen in Australië en Nieuw-Zeeland.
Stealth was met een geschat budget van 104 miljoen euro een peperdure film. Hij werd echter op zeer slechte kritieken onthaald en mislukte ook in de bioscopen. Tegenover een opbrengt van zestig miljoen euro werd het dan ook een van de grootste flops ooit, alsook de zoveelste flop op rij voor producent Columbia Pictures in 2005.

## Verhaal

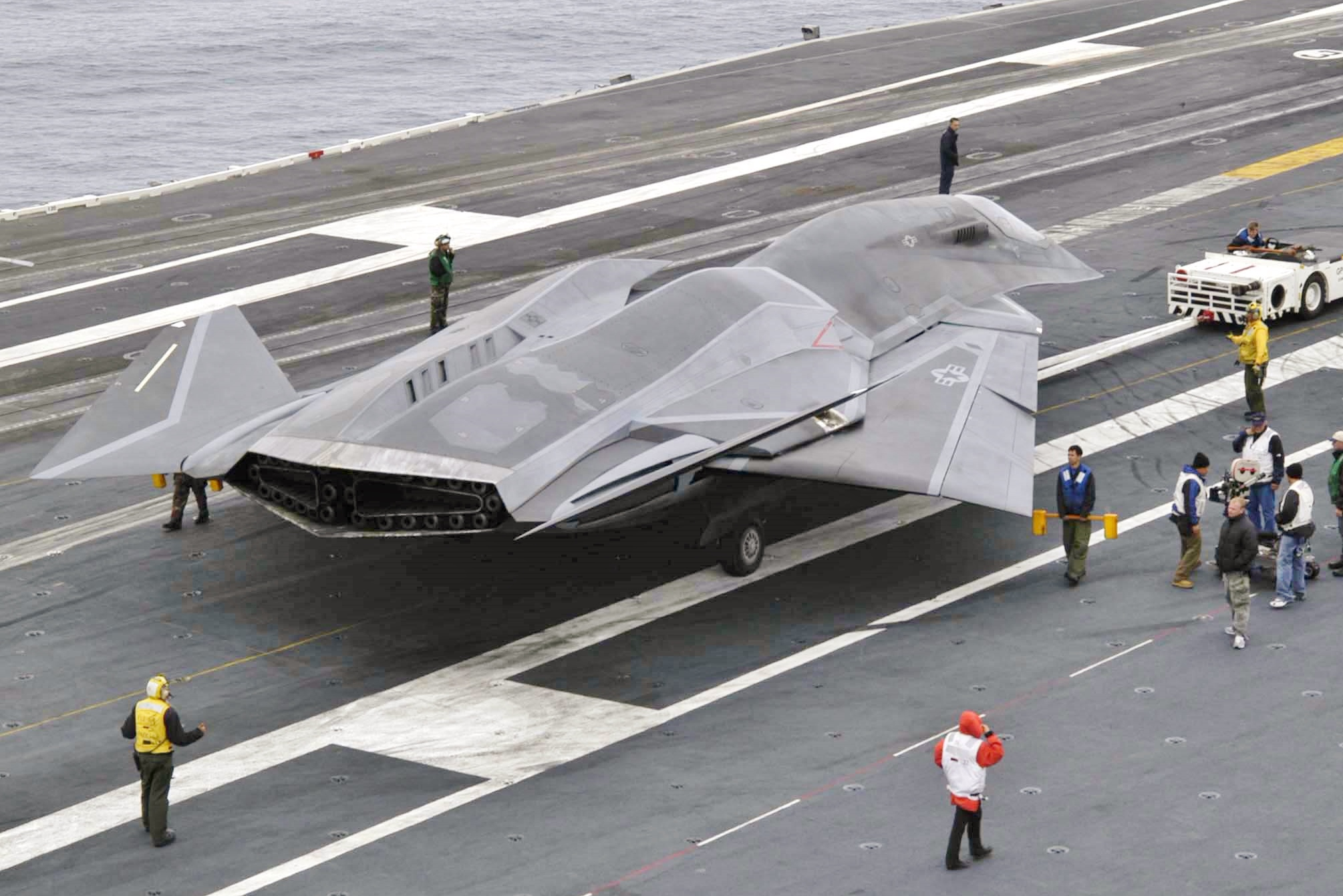
Het fictieve F/A-37 "Talon" gevechtsvliegtuig op het dek van de USS Abraham Lincoln tijdens de opnames in juni 2004.

In 2016 testen drie piloten het nieuwste stealthgevechtsvliegtuig uit dat de Amerikaanse Marine liet ontwikkelen in de strijd tegen terrorisme. Hun smaldeel wordt uitgestuurd naar een vliegdekschip in de Filipijnenzee waar het wordt vervoegd door een nieuwe onbemande Talon die "EDI UCAV" — Extreme Deep Invader Unmanned Combat Air Vehicle — wordt genoemd. Dit hoogtechnologische zelflerende vliegtuig moet manoeuvres leren van de bemande toestellen. Gedurende de eerste proefvlucht krijgt het onbemande toestel van piloot Purcell de bijnaam "Tin Man".
Tijdens een vlucht krijgt het smaldeel plots de opdracht een gebouw in Rangoon, waar een ontmoeting van terroristenleiders plaatsvindt, te bombarderen. Volgens de computer van de EDI kunnen onschuldige slachtoffers slechts vermeden worden bij een verticale aanval aan hoge snelheid, waarbij de piloot grote kans heeft bewusteloos te raken. Daarom krijgt het onbemande toestel opdracht de aanval uit te voeren, maar hoofdpiloot Gannon negeert dat bevel en voert de aanval met succes zelf uit.
Intussen is het vliegdekschip in een storm terechtgekomen en vlak voor de landing wordt de EDI geraakt door een blikseminslag, waardoor het toestel van slag raakt. Het kan alsnog landen en een technicus merkt op dat het neuronenbrein van de computer hyperactief is geworden. Onder protest van Gannon moet de EDI toch mee als het team weer wordt uitgestuurd. Deze keer moeten ze gestolen kernkoppen uitschakelen in Tadzjikistan. Pilote Wade besluit echter dat de aanval gestaakt moet worden omdat vlakbij een stadje ligt. De EDI negeert dit bevel en voert op eigen houtje de aanval uit; wat het geleerd had van wat Gannen had gedaan bij Rangoon.
De EDI weigert nog bevelen op te volgen en Gannon besluit het neer te halen. Tijdens de achtervolging vliegt Purcell te pletten op een bergflank. Wade loopt averij op en keert om, maar stort neer boven Noord-Korea, waar ze vervolgens wordt opgejaagd door het Noord-Koreaanse leger. Intussen ontdekt de Dr. Orbit, die de EDI's computer ontwikkelde, dat de EDI het oefenscenario "Caviar Sweep" dat nog uit de Koude Oorlog dateert heeft gedownload en gaat uitvoeren in het Russische luchtruim. Daar worden Gannon en de EDI gedwongen tot samenwerking om Russische aanvallen af te slaan, waarbij de EDI schade oploopt. Hierna volgt de EDI opnieuw Gannons bevelen op, en ze worden afgeleid naar een geheime basis in Alaska.
Hun bevelhebber, die zich al voor de krijgsraad ziet staan voor de EDI's wangedrag, besluit Gannon uit de weg te ruimen en het geheugen van de EDI te wissen. Gannon ontsnapt echter in de EDI en vliegt richting Noord-Korea om Wade te redden. Intussen wordt de commandant gearresteerd, maar hij pleegt zelfmoord. Gannon vindt Wade vlak bij de DMZ, schakelt haar achtervolgers uit en landt. Als een Noord-Koreaanse gevechtshelikopter de EDI, die geen wapens meer heeft, onder vuur neemt vliegt de EDI op de helikopter in. Gannon en Wade steken over naar Zuid-Korea en worden vandaar terug naar het vliegdekschip gebracht. Daar wonen ze de begrafenis van Purcell bij. Na de eindgeneriek is nog te zien hoe het brein van de EDI, dat tussen het puin ligt, terug actief wordt.

## Rolverdeling
| Acteur           | Personage                | Opmerkingen                      |
| ---------------- | ------------------------ | -------------------------------- |
| Josh Lucas       | Luitenant Ben Gannon     | Hoofdpiloot                      |
| Jessica Biel     | Luitenant Kara Wade      | Pilote                           |
| Jamie Foxx       | Luitenant Henry Purcell  | Piloot                           |
| Sam Shepard      | Kapitein George Cummings | Commandant van het Talon-project |
| Richard Roxburgh | Doktor Keith Orbit       | Uitvinder van de EDI             |
| Joe Morton       | Kapitein Dick Marshfield | Kapitein van het vliegdekschip   |